# 中信兄弟新人選秀首輪指名
中信兄弟新人選秀首輪指名為中華職棒於1991年8月份開始辦理新人選秀會以來，兄弟象球團及2014年起轉賣至中信集團更名中信兄弟於第一輪被挑中的球員。不包括外籍球員選秀、旅日球員返國選秀、代訓選手選秀以及特別選秀。

## 歷次第一輪球員
以下為歷屆新人選秀會被兄弟象或中信兄弟第一輪挑中球員名單。

### 標示
|        | 獲得新人王             |
|        | 生涯不曾在職棒一軍出賽 |
| 粗體字 | 現役球員               |

### 名單
| 選秀會日期     | 球員姓名 | 順位     | 守備位置 | 原屬球隊                   | 職棒初登板                  | 簽約金                   | 備註                                            |
| -------------- | -------- | -------- | -------- | -------------------------- | --------------------------- | ------------------------ | ----------------------------------------------- |
| 1991年8月3日   | 陳仁安   | 第一順位 | 外野手   | 台灣電力棒球隊             | 未登板                      | 未簽約                   | 因個人因素婉拒與象隊簽約                        |
| 1992年1月8日   | 呂明賜   | 第一順位 | 捕手     | 日本職棒讀賣巨人           | 1992年3月19日代表味全龍     | 教練合約                 | 選秀後未加入象隊                                |
| 1992年12月9日  | 無       |          |          |                            |                             |                          | 無選擇權                                        |
| 1993年12月26日 | 無       |          |          |                            |                             |                          | 放棄挑選                                        |
| 1994年12月12日 | 董永興   | 第四順位 | 捕手     | 輔仁大學棒球隊             | 1995年4月1日代表兄弟象      | 不詳                     | 原為第六順位                                    |
| 1996年2月14日  | 無       |          |          |                            |                             |                          | 放棄挑選                                        |
| 2000年2月29日  | 無       |          |          |                            |                             |                          | 放棄挑選                                        |
| 2000年6月28日  | 王金勇   | 第二順位 | 內野手   | 陸光棒球隊                 | 2000年7月8日代表兄弟象      | 300萬新台幣              |                                                 |
| 2001年1月6日   | 彭政閔   | 第一順位 | 一壘手   | 合作金庫棒球隊             | 2001年3月10日代表兄弟象     | 330萬新台幣              |                                                 |
| 2001年6月19日  | 無       |          |          |                            |                             |                          | 首輪無選秀權                                    |
| 2002年1月16日  | 陳興昌   | 第四順位 | 投手     | 合作金庫棒球隊             | 2002年8月3日代表兄弟象      | 不詳                     |                                                 |
| 2002年6月25日  | 朱鴻森   | 第四順位 | 三壘手   | 國軍棒球隊                 | 2002年9月7日代表兄弟象      | 90萬元新台幣(2005年補發) |                                                 |
| 2003年1月11日  | 陳世斌   | 第四順位 | 投手     | 文化大學棒球隊             | 2003年6月4日代表兄弟象      | 不詳                     |                                                 |
| 2003年6月19日  | 無       |          |          |                            |                             |                          | 放棄挑選                                        |
| 2004年1月14日  | 莊培全   | 第六順位 | 投手     | 合作金庫棒球隊             | 2004年3月30日代表兄弟象     | 250萬新台幣              |                                                 |
| 2004年12月12日 | 廖誠     | 第四順位 | 投手     | 合作金庫棒球隊             | 2005年3月18日代表兄弟象     | 不詳                     |                                                 |
| 2005年12月26日 | 葉丁仁   | 第三順位 | 投手     | 輔仁大學棒球隊             | 2007年3月21日代表兄弟象     | 不詳                     |                                                 |
| 2006年12月5日  | 陳江和   | 第一順位 | 游擊手   | 中信鯨代訓球員             | 2007年3月18日代表兄弟象     | 200萬新台幣              |                                                 |
| 2007年12月27日 | 買嘉瑞   | 第四順位 | 投手     | 合作金庫棒球隊             | 2008年3月21日代表兄弟象     | 270萬新台幣              |                                                 |
| 2008年12月31日 | 曹錦輝   | 第二順位 | 投手     | 自由球員                   | 2009年4月25日代表兄弟象     | 無                       |                                                 |
| 2009年12月30日 | 林恩宇   | 第一順位 | 投手     | 自由球員                   | 2005年4月21日代表誠泰Cobras | 無                       | 特別選秀會                                      |
| 2010年12月21日 | 增菘瑋   | 第四順位 | 投手     | 自由球員                   | 2011年3月19日代表兄弟象     | 無                       |                                                 |
| 2011年12月28日 | 林煜清   | 第二順位 | 投手     | 台灣電力棒球隊             | 2012年3月17日代表兄弟象     | 400萬新台幣              |                                                 |
| 2012年12月28日 | 陳鴻文   | 第二順位 | 投手     | 美國職棒芝加哥小熊3A       | 2013年3月27日代表兄弟象     | 無                       |                                                 |
| 2013年11月28日 | 鄭凱文   | 第一順位 | 投手     | 自由球員                   | 2014年3月25日代表中信兄弟   | 無                       |                                                 |
| 2014年6月23日  | 江忠城   | 無順位   | 投手     | 台中威達超舜成棒隊         | 2014年9月7日代表中信兄弟    | 340萬新台幣              | 第1輪四隊均指名陳俊秀，最終中信兄弟補指名江忠城 |
| 2015年6月29日  | 蔣智賢   | 第三順位 | 內野手   | 自由球員                   | 2015年7月31日代表中信兄弟   | 無                       |                                                 |
| 2016年6月27日  | 陳琥     | 第三順位 | 投手     | 穀保家商青棒隊             | 2018年3月24日代表中信兄弟   | 520萬新台幣              |                                                 |
| 2017年7月3日   | 岳東華   | 第三順位 | 內野手   | 開南大學棒球隊             | 2017年10月8日代表中信兄弟   | 520萬新台幣              |                                                 |
| 2018年7月2日   | 李振昌   | 第三順位 | 投手     | 美國職棒洛杉磯道奇3A       | 2018年7月25日代表中信兄弟   | 無                       |                                                 |
| 2019年7月1日   | 岳政華   | 第三順位 | 外野手   | 穀保家商青棒隊             | 2020年9月26日代表中信兄弟   | 520萬新台幣              |                                                 |
| 2020年7月20日  | 余謙     | 第四順位 | 投手     | 開南大學棒球隊             | 2021年5月7日代表中信兄弟    | 550萬新台幣              |                                                 |
| 2021年7月12日  | 呂彥青   | 第三順位 | 投手     | 日本職棒阪神虎             | 2021年8月29日代表中信兄弟   | 無                       |                                                 |
| 2022年7月11日  | 鄭浩均   | 第六順位 | 投手     | 美國職棒獨立聯盟湖國碼頭犬 | 2022年9月24日代表中信兄弟   | 無                       |                                                 |
| 2023年7月12日  | 林暉盛   | 第六順位 | 投手     | 自由球員                   | 2023年10月23日代表中信兄弟  | 無                       |                                                 |
| 2024年6月28日  | 許庭綸   | 第三順位 | 外野手   | 平鎮高中青棒隊             | 2024年10月9日代表中信兄弟   | 540萬新台幣              |                                                 |
| 2025年6月30日  | 蔡琞傑   | 第六順位 | 二壘手   | 穀保家商青棒隊             |                             |                          |                                                 |

## 註解
1. ↑  因林恩宇曾在中華職棒出賽過，當年選秀會不被公認為新人